# Агарзинський
Агарзинський — селище в Чернушинському районі Пермського краю. Входить до складу Тюінського сільського поселення. 
За результатами перепису 2010 року чисельність населення склала 16 осіб, у тому числі 10 чоловіків і 6 жінок. 
В 2005 році  чисельність населення становила 36 осіб. 
Знаходиться приблизно за 27 км на схід від центру міста Чорнушки. 